# Muir S. Fairchild
Generál Muir S. Fairchild (2. září 1894 Bellingham, Washington – 17. března 1950 Fort Myer, Virginie) byl vicenáčelník štábu Letectva Spojených států amerických.

## Počátek služby
Muir S. Fairchild maturoval na střední škole Olympia High School v roce 1913, kdy se rovněž stal členem informačního sboru americké armády, konkrétně rezervních jednotek v Seattlu, kde mezitím studoval na University of Washington. V roce 1916 jako seržant vstoupil do americké národní gardy, v jejíž službě strávil mnoho času v koňském sedle a pouštním horku při stíhání Pancha Villy nedaleko hranic s Mexikem. Později se však rozhodl připojit se k francouzským letcům, ještě než Spojené státy vstoupily do 1. sv. války. S Němci bojoval nad řekou Rýn, kde se účastnil i nočních bombardérských misí. V lednu 1918 se stal kadetem v kalifornském Berkeley, kde byl částí letecké části americké armády.

## Meziválečné období
V prosinci 1918 se generál vrátil do vlasti, kde sloužil na McCookově letišti nedaleko Daytonu v Ohiu, Mitchelově letišti na Long Islandu a na Langleyho letišti ve Virginii.
V letech 1926 a 1927 letěl do Jižní Ameriky v rámci panamerické charitativní tour a dostal se tak mezi devět letců, kterým bylo uděleno nově vytvořené ocenění Distinguished Flying Cross. Tour propagovala americké komerční aerolinky, byla nástrojem k americkému vyjádření přátelství tamním vládám a hledala letecké cesty přes kontinent. Tour začala v prosinci 2006 na Kellyho letišti v Texasu, odkud vyletělo pět letadel, která později přistála ve 23 zemích Střední a Jižní Ameriky.
Letci na tour létali s novými pozorovacími letadly Loening OL, která mohla být použitá rovněž k přistání na vodě. Letadla měla motory Liberty, dřevem pokrytý interiér, hliníkem pokrytý trup a látkou pokrytá křídla. Každé letadlo bylo pojmenováno po americkém městě a mělo posádku složenou z dvou pilotů, z nichž jeden se rovněž specializoval na opravy, jelikož na tour se nacházelo pouze malé množství leteckých opraven. Mottem posádek se tak stalo „bez práce není letu“.
Posádkou letadla New York byli major Herbert Dargue a poručík Ennis Whitehead, letadlem San Antonio létali kapitán Arthur McDaniel a poručík Charles Robinson, poručík Fairchild a kapitán Ira C. Eaker létali v letadle San Francisco, posádkou letadla Detroit byli kapitán Clinton Woolsey a poručík John Benton a posádku letadla St. Louis tvořili poručíci Bernard Thompson a Leonard Weddington.
Celou tour však zničila tragédie, když se letadla New York a Detroit srazila v letu a zaklínila se do sebe. Posádce New Yorku se povedlo vyskočit z letadla a pomocí padáku bezpečně přistát, kapitán Woolsey a poručík Benton zemřeli, když jejich Detroit dopadl na zem.
Posádky letadel latinskoamerické tour přivítal obrovský dav, jehož částí byl prezident Calvin Coolidge, členové kabinetu a diplomaté ze Střední a Jižní Ameriky, když se letci vrátili v květnu 1927 na Bollingovo letiště ve Washingtonu, D.C..
V červnu 1929 dokončil kurz na Letecké technické škole na Wrightově letišti a odešel do kalifornské Santa Monicy jako zástupce letectva u společnosti Douglas Aircraft. V červnu 1935 absolvoval Leteckou taktickou školu společně s dalšími vojáky, mezi kterými byli Haywood S. Hansell, Barney M. Giles, Laurence S. Kuter a Hoyt Vandenberg, načež se stal na škole instruktorem. Později navštěvoval také Industrial College of the Armed Forces a v roce 1939 se stal ředitelem letecké taktiky a strategie.

## 2. světová válka
V roce 1940 odešel do Plánovací divize do Washingtonu, kde se v roce 1941 stal tajemníkem leteckého sboru. O dva měsíce později byl povýšen o dva stupně na brigádního generála a asistenta náčelníka štábu Letectva. V roce 1942 se stal ředitelem náboru a v srpnu byl povýšen na generálmajora. V listopadu se pak stal členem Spojeného strategického průzkumného výboru.

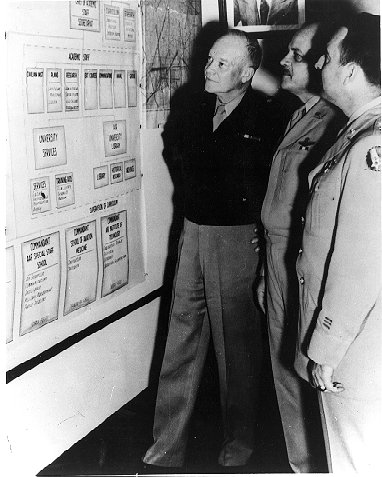
Generál Fairchild na Air University s pozdějším prezidentem USA, generálem Dwightem D. Eisenhowerem.

## Poválečné období
V lednu 1946 se stal velitelem Air University na Maxwellově letišti v alabamském Montgomery a byl povýšen na generálporučíka. V květnu 1948 se stal vicenáčelníkem Letectva Spojených států amerických a byl povýšen na generála. 17. března 1950 zemřel a přežila ho jeho manželka Florence Alice Fairchild a dcera Betty Anne Calvert.

## Pocta
Byla po něm pojmenována Fairchildova hala, hlavní budova United States Air Force Academy, dále také Fairchildova letecká základna ve Spokanu a Fairchildova pamětní hala, sloužící jako knihovna Air University.